# Морґі (Жирардовський повіт)
Морґі (пол. Morgi) — село в Польщі, у гміні Віскітки Жирардовського повіту Мазовецького воєводства.
Населення — 154 особи (2011).
У 1975-1998 роках село належало до Скерневицького воєводства.

## Демографія
Демографічна структура станом на 31 березня 2011 року:
|          | Загалом | Допрацездатний вік | Працездатний вік | Постпрацездатний вік |
| -------- | ------- | ------------------ | ---------------- | -------------------- |
| Чоловіки | 75      | 15                 | 53               | 7                    |
| Жінки    | 79      | 22                 | 46               | 11                   |
| Разом    | 154     | 37                 | 99               | 18                   |